# Nakuru
Nakuru es una localidad de Kenia, con estatus de municipio, capital del condado del mismo nombre. Hasta 2013 era la capital de la Provincia del Valle del Rift.
Cuenta con 307 990 habitantes en el censo de 2009, lo que la convierte en la cuarta localidad más grande del país, tras Nairobi, Mombasa y Kisumu. Se sitúa a unos 2100 m s. n. m.
Se ubica en un área agrícola ubicada en los alrededores del lago Nakuru, uno de los lagos kenianos del Gran Valle del Rift. Son lugares turísticos el parque nacional situado junto a este lado, el cráter del volcán inactivo Menengai y el sitio prehistórico de Hyrax Hill con su museo arqueológico.
Por ser una importante zona urbana, cuenta con varias periferias destacables. Las localidades circundantes incluyen Lanet, esencialmente residencial y sede de una base del ejército, y Njoro, donde se encuentra la universidad de Egerton, universidad de base agrícola creada en 1934.

## Historia
La zona donde se encuentra Nakuru estaba habitada originalmente en su mayoría por comunidades masái, la zona se utilizaba principalmente para fines agrícolas. Nakuru era una de las localidades que estaban conectadas por la Red Ferroviaria de África Oriental, que unía varias partes de Kenia como Nairobi en adición de Nakuru con el puerto de Mombasa, esta red ferroviaria se construyó entre 1896 y 1903. La ciudad de Nakuru fue concebida para convertirse en el centro importante del Valle del Rift, tras la creación de grandes zonas de cultivo, lo que convirtió a la ciudad en un centro para el comercio y el transporte de estos productos de la región debido a la presencia del ferrocarril que la conectaba con otras partes del país.
Nakuru recibió el estatus de pueblo en 1904, de municipio en 1952 y, finalmente, el de ciudad en 2021. La ciudad era conocida como la capital de la provincia del Valle del Rift hasta 2010, cuando las provincias fueron sustituidas por condados tras los cambios en la constitución del país.

## Demografía
Los 307 990 habitantes del municipio se reparten así en el censo de 2009:
- Población urbana: 286 411 habitantes (145 808 hombres y 141 373 mujeres)
- Población periurbana: 21 579 habitantes (10 843 hombres y 10 736 mujeres)
- Población rural: no hay áreas rurales en este municipio

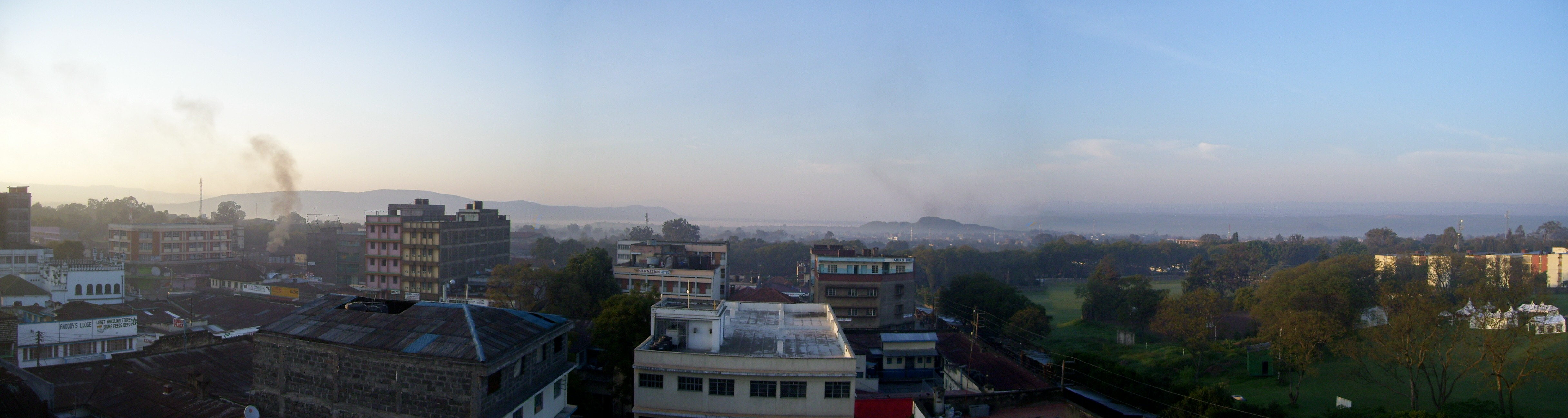
Panorámica de Nakuru con el lago Nakuru al fondo.

## Transportes
La principal carretera es la A104, que une Tanzania con Uganda pasando por la capital nacional Nairobi. Al noroeste, la A104 lleva a Burnt Forest, Eldoret y Bungoma. Al sureste, la A104 lleva a Naivasha. A la altura de Nakuru, salen de la A104 hacia el norte la B4, que lleva al condado de West Pokot atravesando el condado de Baringo, y la B5, que lleva a Nyeri pasando por Nyahururu.
En cuanto a las carreteras secundarias, al este salen las carreteras C69 y C83, que llevan al norte del condado de Nyandarua. Al suroeste sale la C57, que lleva a Narok.

## Clima
| Parámetros climáticos promedio de Nakuru  | Parámetros climáticos promedio de Nakuru | Parámetros climáticos promedio de Nakuru | Parámetros climáticos promedio de Nakuru | Parámetros climáticos promedio de Nakuru | Parámetros climáticos promedio de Nakuru | Parámetros climáticos promedio de Nakuru | Parámetros climáticos promedio de Nakuru | Parámetros climáticos promedio de Nakuru | Parámetros climáticos promedio de Nakuru | Parámetros climáticos promedio de Nakuru | Parámetros climáticos promedio de Nakuru | Parámetros climáticos promedio de Nakuru | Parámetros climáticos promedio de Nakuru |
| Mes                                       | Ene.                                     | Feb.                                     | Mar.                                     | Abr.                                     | May.                                     | Jun.                                     | Jul.                                     | Ago.                                     | Sep.                                     | Oct.                                     | Nov.                                     | Dic.                                     | Anual                                    |
| ----------------------------------------- | ---------------------------------------- | ---------------------------------------- | ---------------------------------------- | ---------------------------------------- | ---------------------------------------- | ---------------------------------------- | ---------------------------------------- | ---------------------------------------- | ---------------------------------------- | ---------------------------------------- | ---------------------------------------- | ---------------------------------------- | ---------------------------------------- |
| Temp. máx. media (°C)                     | 27.3                                     | 27.9                                     | 28.0                                     | 25.8                                     | 24.8                                     | 24.4                                     | 23.8                                     | 24.1                                     | 25.5                                     | 25.3                                     | 24.4                                     | 25.8                                     | 25.6                                     |
| Temp. mín. media (°C)                     | 8.7                                      | 9.2                                      | 9.9                                      | 11.6                                     | 11.2                                     | 10.2                                     | 10.1                                     | 9.8                                      | 8.9                                      | 9.1                                      | 10.0                                     | 8.9                                      | 9.8                                      |
| Precipitación total (mm)                  | 29                                       | 45                                       | 69                                       | 141                                      | 130                                      | 79                                       | 92                                       | 105                                      | 89                                       | 70                                       | 70                                       | 44                                       | 963                                      |
| Días de precipitaciones (≥ 1 mm)          | 6                                        | 6                                        | 9                                        | 17                                       | 15                                       | 11                                       | 12                                       | 14                                       | 11                                       | 12                                       | 13                                       | 6                                        | 132                                      |
| Fuente: World Meteorological Organization |                                          |                                          |                                          |                                          |                                          |                                          |                                          |                                          |                                          |                                          |                                          |                                          |                                          |